# Хашима
Хашима (на японски: 端島) е изоставен остров, разположен на около 15 km югозападно от град Нагасаки, префектура Нагасаки, Япония. Наричан е още Гунканжима (軍艦島; букв. „боен кораб“), поради формата си, наподобяваща боен кораб от морето. Известен е с изоставените си бетонни постройки и стена, опасваща острова. Днес той е туристическа атракция и символ на индустриализацията и принудителния труд.

## История
Островът бива заселен през 1887 г., след като през 1810 г. там са открити залежи на каменни въглища. По това време островът е бил все още просто скала в морето. С цел добиване и транспортиране на въглищата по-късно островът бива изкуствено разширен. През 1890 г. Мицубиши закупува острова и започва изграждането на жилищни блокове, както и на бетонни стени, които да пазят острова от морските вълни и тайфуни. До 30-те години на 20 век Хашима вече се е превърнал в значителен индустриален център, с няколко въглищни мини и военни заводи. От 1930-те до края на Втората световна война на острова работят основно корейски и китайски затворници, които е трябвало да работят при много тежки условия и робско отношение от страна на Мицубиши. Много от тях умират поради тези причини. През 1959 г. населението на Хашима достига 5259 души (гъстота: 83,500 души/km²), правейки го едно от най-гъсто населените места на Земята. Нарастването на петролната индустрия през 1960-те години бързо започва да измества въглищата и добивът им вече не изгоден. Мицубиши взема решение да затвори мините през 1974 г. За няколко седмици целият остров е опразнен, а жителите оставят много от вещите си там. С цел да предотврати грабежи, правителството на Япония забранява свободния достъп до острова.

## В днешно време
Достъпът до Хашима остава забранен до 2009 г., когато се разрешава на туристи да посещават острова. Към момента островът се стопанисва от управата на град Нагасаки, след като Мицубиши доброволно им го предава през 2002 г. Тъй като сградите на острова не се поддържат, повечето са в окаяно състояние. Няколко сгради вече са се срутили, а много други са застрашени от срутване. Въпреки това някои от външните стени на острова се укрепяват с бетон.
През 2013 г. Google изпраща свой служител, който да заснеме състоянието на острова в 360°. Снимките са общодостъпни чрез приложението Google Street View, където могат да се видят множество сгради отвътре с вещите, които са били оставени там преди няколко десетилетия.
През 2015 г. Хашима е включен в списъка на световното културно и природно наследство на ЮНЕСКО.

## Галерия
- Жилищни блокове в Хашима, 1930-те години
- Изглед към Хашима, 2009 г.
- Руините на въглищната мина, 2011 г.
- Улица в Хашима, 2007 г.
- Изоставени жилищни блокове в Хашима, 2012 г.

## Отразяване в киното
- През 2009 г. островът е показан в сериала „Живот след хората“ като пример какво ще се случи след 35 години.
- През 2011 г. на острова се снимат някои от сцените от филма „007 Координати: Скайфол“.